# 15553 Carachang
15553 Carachang là một tiểu hành tinh vành đai chính with a periapsis of 1.9306624 AU. Nó có độ lệch tâm quỹ đạo là 0.1474025 và chu kỳ quỹ đạo là 1246.0113360 ngày (3.41 năm).
Cagnoli có vận tốc quỹ đạo trung bình là 19.7868425 km/s và độ nghiêng quỹ đạo là 6.85593°.
The asteroid is được đặt theo tên của Cara A. Chang for achievement as a finalist in the 2001 Discovery Young Scientist Challenge (DYSC), a middle school science competition.